# Nesticus antillanus
Nesticus antillanus är en spindelart som beskrevs av Bryant 1940. Nesticus antillanus ingår i släktet Nesticus och familjen grottspindlar.
Artens utbredningsområde är Kuba. Inga underarter finns listade i Catalogue of Life.